# Hirakawa Genki
Hirakawa Genki (sinh ngày 8 tháng 7 năm 1996) là một cầu thủ bóng đá người Nhật Bản.

## Sự nghiệp câu lạc bộ
Hirakawa Genki hiện đang chơi cho Iwate Grulla Morioka.